# Dakshin Jhapardaha
Dakshin Jhapardaha é uma vila no distrito de Haora, no estado indiano de Bengala Ocidental.

## Demografia
Segundo o censo de 2001, Dakshin Jhapardaha tinha uma população de 11.439 habitantes. Os indivíduos do sexo masculino constituem 50% da população e os do sexo feminino 50%. Dakshin Jhapardaha tem uma taxa de literacia de 73%, superior à média nacional de 59,5%: a literacia no sexo masculino é de 77% e no sexo feminino é de 69%. Em Dakshin Jhapardaha, 10% da população está abaixo dos 6 anos de idade.